# Margaret Anglin
Margaret Mary Anglin (Ottawa, 3 aprile 1876 – Toronto, 7 gennaio 1958) è stata un'attrice canadese.
Nel 1894 esordì felicemente a New York e da allora emerse come una delle migliori interpreti di William Shakespeare.